# Kili

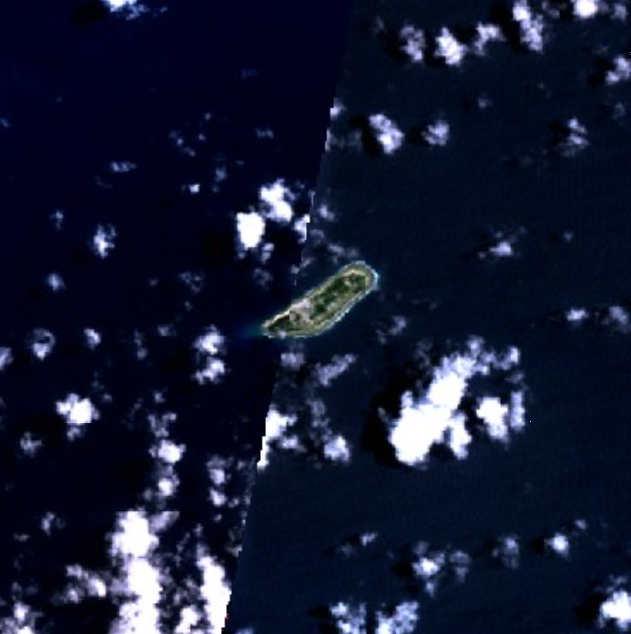
Kili Island - NASA NLT Landsat 7 (Visible Color) Satellite Image.

Kili (o Kõle, en el idioma local) es un atolón coralino de 0,93 km² en el océano Pacífico, situado en 5°37′N, 169°07′E. Se encuentra al suroeste de Jaluit, en la cadena Ralik y pertenece a las Islas Marshall: es una de sus islas más pequeñas. Fue conocido también por los nombres Hunter Island (Bennet 1797) y Djeboar Island. Parece que el primer barco en arribar a la isla fue el mercante inglés "Britannia" en 1797. La isla estuvo deshabitada hasta 1948, cuando el gobierno de Estados Unidos trasladó allí a los habitantes del Atolón Bikini mientras llevaba a cabo las pruebas nucleares, tras haberles situado primero en la isla de Rongerik y en Kwajalein. En 1978, algunos intentaron el retorno a Bikini, pero fueron evacuados de nuevo, pues Bikini seguía conteniendo índices altos de radioactividad. En Kili residen unos 1200 habitantes, aunque -según otros datos- en 2005 tenía 602 habitantes. Kili no tiene laguna ni protección coralina. No se puede acceder a ella por vía marítima durante cuatro meses al año debido a la furia del mar. Un pequeño aeropuerto garantiza los contactos. El principal producto agrícola es la copra. Por el acuerdo entre Estados Unidos y las Islas Marshall, la población recibe una ayuda de unos 15 dólares estadounidenses al año per cápita. Dispone de una escuela primaria con unos 150 alumnos.